# Peliperdix
Peliperdix is een monotypisch geslacht van vogels uit de familie fazantachtigen (Phasianidae). De enige soort is:
- Peliperdix lathami – Lathams frankolijn